# Ovce
Ovce či ovce a argali (Ovis) je rod malých přežvýkavců. Původní oblast rozšíření ovcí zahrnuje Eurasii a Severní Ameriku, ale domestikovaná ovce domácí (Ovis gmelini f. aries) se díky člověku dostala do celého světa, včetně Austrálie a Nového Zélandu. Samec ovce je nazýván beran.
Ovce jsou o něco robustnější než kozy a mají silnější, zatočené rohy. Srst je tvořena hustou vlnou. Všechny ovce mají dobře vyvinutý stádní pud a potřebují společnost ostatních jedinců.

## Druhy
Moderní systematické členění uznává 20 druhů ovcí a argali. Ovce domácí a oba mufloni jsou klasifikováni jakou součást druhu ovce kruhorohá (Ovis gmelini). Těžištěm diverzity rodu je Asie, kde je rozšířena většina druhů, kromě ovce tlustorohé aljašské, které žijí v Severní Americe. Původní populace ovce kruhorohé jsou sice omezeny na asijský kontinent, skrze svou domestikovanou formu ovci domácí však tento druh pronikl na všechny další kontinenty kromě Antarktidy. Mufloni vzniklí zdivočením domácích ovcí ve Středomoří jsou v současné době také introdukováni do celé Evropy a částečně i do Severní Ameriky.
- ovce tlustorohá (O. canadensis),
- ovce aljašská (O. dalli),
- ovce sněžná (O. nivicola),
- argali altajský (O. ammon) – známý jako ovce středoasijská či archar,
- argali mongolský (O. darwini),
- argali Severtzovův (O. severtzovi),
- argali karatauský (O. nigrimontana) – známý jako argali turkestánský,
- argali Marco Polův (O. polii) – známý jako ovce pamírská,
- argali tibetský (O. hodgsoni),
- argali čínský (O. jubata) – možná vyhynulý,
- argali ťanšanský (O. karelini),
- argali kazašský (O. collium),
- ovce stepní (O. vignei),
- ovce paňdžábská (O. punjabiensis),
- ovce bucharská (O. bochariensis),
- ovce obloukorohá (O. cycloceros) – známá jako arkal či arkar,
- ovce isfahánská (O. isphahanica) – možný divoký předek některých populací ovce domácí,
- ovce laristánská (O. laristanica) – možný divoký předek některých populací ovce domácí,
- ovce kruhorohá (O. gmelini, syn. O. orientalis) – známá jako muflon asijský či urial, divoký předek domestikované ovce domácí a zdivočelých muflonů,
  - ovce domácí (O. gmelini f. aries, syn. O. orientalis f. aries) – domestikovaná ovce kruhorohá, některé populace mohou pocházet z ovce isfahánské či z ovce laristánské,
  - muflon evropský (O. gmelini musimon, syn. O. orientalis musimon) – zdivočelá ovce domácí,
  - muflon kyperský (O. gmelini ophion, syn. O. orientalis ophion) – zdivočelá ovce domácí,
- ovce arabská (O. arabica).[1]

## Výnos z chovu ovcí
V celosvětovém měřítku přinesl chov asi 1,2 miliardy ovcí např. v roce 2019 prodejem skopového masa 6,7 miliard USD a vlny 4,7 miliardy USD.